# Giuseppe Muraglia
Giuseppe Muraglia (Andria, 19 augustus 1979) is een Italiaans voormalig wielrenner. In 2007 werd hij geschorst wegens dopinggebruik, maar hij bleef daarna actief als renner tot en met 2011. Zijn specialiteit was de eendagswedstrijden.

## Belangrijkste overwinningen
2002
- 6e etappe + eindklassement Baby Giro

2005
- 2e etappe Giro del Trentino

2007
- Clásica de Almería

2010
- 3e etappe Ronde van Reggio Calabria

## Resultaten in voornaamste wedstrijden
| Jaar | Ronde van Italië | Ronde van Frankrijk | Ronde van Spanje |
| ---- | ---------------- | ------------------- | ---------------- |
| 2003 | buiten tijd      |                     |                  |
| 2004 | 57e              |                     |                  |
| 2006 |                  |                     |                  |

| Jaar | Milaan-San Remo |
| ---- | --------------- |
| 2003 |                 |
| 2004 |                 |
| 2006 | 158e            |